# 世界一周双六ゲーム
『世界一周双六ゲーム』（せかいいっしゅうすごろくゲーム）は、1980年4月6日から関西ローカルで放送を開始し（一部の局にも番組販売）、1983年3月6日から1986年3月30日までテレビ朝日系列局ほかで放送された朝日放送（ABCテレビ）制作のクイズ&ゲーム番組である。

## 概要
赤・青・黄・緑の4人の解答者がクイズに解答してサイコロを振りながら、世界地図に見立てた双六を進み世界一周を目指すというコンセプトで、知識・反射神経・運を試すクイズ・ゲーム番組であった。
朝日放送での番組放送開始当初は関西ローカルの番組で、日曜 11:00 - 11:45に放送された。その後、瀬戸内海放送でも同時ネットされるようになったほか、北海道テレビ放送などの一部の系列局でも遅れネットで放送されていた。
1983年3月6日からは、同じ在阪局である毎日放送制作・全国ネットのクイズ番組『アップダウンクイズ』に対抗する目的で、放送時間を15分短縮したうえで裏番組として同一曜日･時間に放送枠を移動し、テレビ朝日系全国ネット番組に昇格。以降は日曜 19:00 - 19:30の30分番組として放送された。この対抗策が当たり、『アップダウンクイズ』を1985年9月で終了へと追い込んだが、当番組もそれから半年後の1986年3月で終了し、6年の放送に幕を降ろした。
番組の収録は、ABCホール（2代目）での公開録画形式で行われ、『三枝の国盗りゲーム』との隔週での収録となった。
全国ネット進出時の番組宣伝のCMでは「30分間世界一周！『うっそー！』うそじゃありまへん。本当なんです」をキャッチフレーズとした。また、その後は「クイズ番組、クイズ番組いうても普通のクイズ番組やない!!」とのフレーズのCMも製作された。
全国ネット進出当初は武田薬品工業（タケダ）の一社提供。一社提供時代には、前番組『三角ゲーム・ピタゴラス』と同じく、三角形が積み重なるアニメーションと共に『タケダの歌』が歌われるオープニングキャッチが流れていた。また、双六ボードのサイコロの下辺りには「提供 武田薬品」と書かれ、司会者席の上に「タケダ」のロゴとマークが付いていた。中期はタケダと複数スポンサー提供となり、末期はタケダが降板し、シマヤ（前期）/アルインコ（後期）を筆頭とした複数スポンサーでの提供番組となった。

## 出演者

### 司会
- 乾浩明（当時朝日放送アナウンサー）[1]

### 出題ナレーター
- 松本洋子 → 寺嶋千恵子[1] → 中村友美

### アシスタント
- 松川美貴子[1]
- 田口美幸
- 岩崎ちひろ

## 番組構成
- 45分番組時代は序盤戦 → CM → 中盤戦 → CM → 終盤戦で構成。
- 30分番組となってからは前半戦 → CM → 後半戦で構成。

オープニングの際、乾が「皆さん、今晩は。日曜の夜（「今晩は。日曜の夜」の部分は全国ネット化以後）いかがお過ごしでしょうか。クイズとサイコロでお楽しみ頂いております（タケダ一社提供時代は「武田薬品提供」と言ってから）世界一周双六ゲーム、司会の乾浩明です。よろしくお願いします。（次に出題者、アシスタントが挨拶する）この番組は4人の解答者がクイズを競っていただきまして、正解者にはサイコロを振っていただきます。サイコロの出た目の数だけ世界の各都市を回っていただくと、こういう番組です。そして首尾良くゴールインした方には、ハイ!」と言うと出題者がアメリカ西海岸旅行を紹介、そして乾がその週のガックリ都市の箇所を紹介する。

## ルール

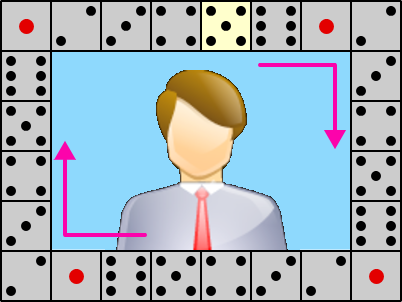
ルーレット式サイコロのイメージ。矢印の方向にルーレットが進む。

参加者は、番組をネットしている各放送局に応募し、予選に合格する必要があった。
解答者は4人で、画面左から順に赤、青、黄色、緑の席に着く。双六ボードの各都市の丸いマスは4分割され、向かって右上に赤、右下に青、左下に黄色、左上に緑の解答者のコマのランプが光る。
早押しクイズで解答権を得ると乾が色の名前で解答者を指名（当初は出場者の名前を呼んで指名していた）、クイズに解答後、正解・不正解にかかわらず電子サイコロを操作し、出た目の数だけすごろく形式の世界地図の50都市を移動する。正解ならサイコロの出た目の数だけ進み、逆に不正解の場合は出た目の数だけ戻る。全国ネット時代には、各解答者席の向かって左に電光式による進行マス数（0-50）のカウント、右に反転フラップ式による現在位置（都市名） の表示が出されていた。ローカル番組時代はセットが異なり、解答者席上部に都市名の表示、下部にカウントが表示されていた。
世界地図を模したセットのゴール付近の真下に、長四角の枠に沿っての目が各4つずつ並べられたルーレット型の電子サイコロが配置されており、乾の合図でランプが時計回りに高速点滅し、解答者はこれを見ながらストップボタンを押してルーレットを止める（解答席のモニターを見て止めることはできない）。その際、放送上では、電子サイコロ内側の番組タイトルが表示されているパネルにサイコロを止める解答者の映像がはめ込まれ映される。タイミング良くボタンを押せば狙った目に止めることができるため完全な運任せではないが、電子サイコロのランプの点滅スピードが高速のためうまく止められない解答者も多かった。
正解して他の解答者と同じマスに止まった場合にはさらに6マス進み、逆に不正解で他の解答者と同じマスに止まった場合には6マス戻される。前進、後退に関わらず、移動した先に他の解答者のコマ、飛行機、ラッキー都市やガックリ都市があった場合、それぞれのルールに従う。
- ローカル時代前期は、先にそのマスにいた人が、後から来た人が移動してそのマスから離れるまで解答権がなかった（3人以上が重なった場合は後に入った人から順に出て行かなければならなかった）。不正解で戻って他の人と同じマスになった場合は自分の解答権がなくなった。解答権がない者は、その間ずっと立っていなければならなかった。

- ローカル時代後期は、先にいた人が6マス戻るというルールだった。このルールのため、ローカル時代後期は最初のCM入りあたりまで全員でスタート近くをウロウロしている状態が続いた。

- 全国ネット化した当初に、先にいた人が6マス戻るとともに後から来た人が6マス進む（不正解で戻って他の人と重なった場合は自分が6マス後退するのみ）というルールに改めた。後に先述の、後から来た人のみ移動するルールに改められた。

- ローカル時代後期に、応募してから出場が決まるまでの間に関西を離れてずっと番組を見ていなかった人が、不正解で他の解答者と同じマスになったら立ち上がってしまって、乾に制止されたこともあった。

最後にゴールの東京に戻り世界一周を達成すると日本交通公社のLOOK（現・ルックJTB）による海外旅行獲得となる（目録代わりにプレートが渡される）。
解答者の1人がゴールインしても、時間が余っている場合には残りの解答者でクイズとゲームは続行する。そのため、1回の放送で旅行獲得者が複数出たこともある。
賞金は長らく、最終的に進んだマス目×2000円（ゴールインすれば50×2000円＝10万円）だったが、タケダがスポンサーを降りた末期は1位20万円、2位10万円、3位5万円、4位は賞金なしに変更された。
鐘の音が鳴ると、時間がいっぱいになったことを告げて最終問題になる。

### ジャスト宣言
解答者がゴール圏内（44番パナマ - 49番ホノルルの間）に止まった状態でクイズに正解し前進する権利を得た場合のみに適用されるルール。
解答者の正解後、乾が解答者にジャスト宣言をするかどうかを聞く。なお、この時に宣言しなくてもゴール手前6マス以内であれば、次の正解時以降に適宜ジャスト宣言を申告することができるが、一度申告したジャスト宣言は取り消しできない。ジャスト宣言をすると、解答者席には「ジャスト宣言」と書かれた札が置かれる。
宣言した場合にはゴールまでのマス目の数と全く同じ数の目を出さないとゴールインできなくなり、ゴールに必要な数を超える目を出した場合はその分がゴールから戻される。ただしこの場合に限り、戻された先に他の解答者がいても戻されたり進んだりすることはない。
ゴールインできるとペアでのアメリカ西海岸旅行が獲得できる。
ジャスト宣言をしなければ、ゴールまでの残りのマスより大きな目を出してもゴールインできるが、アメリカ西海岸旅行は1人分獲得となる。また、先述の通り44-49番に「止まって」初めて獲得できる権利であるため、他の解答者と同じマスに止まったことによる6マス前進を得た場合はジャスト宣言をする機会は与えられずそのまま自動的にゴールとなる。
- ローカル番組時代の当初はジャストでのゴールインに関するルールはなく、ゴールインすればハワイ旅行を獲得（この頃は49番ホノルルにいる解答者が正解するとサイコロを振ることなく自動的にゴールインとなっていた） 。後にジャストでのゴールインで賞品がグレードアップするルールが取り入れられ、ローカル番組時代にはジャスト宣言をせずにゴールに必要な目より大きな目を出してゴールインした場合はハワイ旅行、ジャスト宣言をしてジャストでゴールインすればアメリカ西海岸旅行をペアで獲得。ジャスト宣言をせずにジャストでゴールインした場合は「ジャスト賞」としてアメリカ西海岸旅行1人分獲得。全国ネット化に合わせてゴールインでの旅行はアメリカ西海岸のみとなり、ジャスト賞は廃止された。

### トップ賞・トップゴールイン賞
ゴールインした解答者がいなかった場合、最も多く進んだ解答者にトップ賞が贈られる。
ローカル番組時代にはトップ賞はサイコロの目ごとに賞品が設定され、獲得した解答者がサイコロを振って止まった目の賞品が贈られた。全国ネット化された際にトップ賞はダイヤモンドの指輪に固定され、サイコロの目による賞品設定は廃止された。
ゴールインした解答者がいた場合、最初にゴールインした解答者にはトップゴールイン賞としてグローバル時計（世界時計）が贈られる。後にトップゴールイン賞は廃止となった。
ゴールインした解答者がいた場合は、トップ賞の賞品は視聴者プレゼントに回される。ローカル番組時代は司会者の乾がゴールインした解答者席に行ってサイコロを振って賞品を決めていた。このときの進行は出題者の松本が担当した。応募はその週のガックリ都市の地名のうち1カ所をハガキに書くことが条件。全国ネットセールス化後も、系列外など遅れ放送となった地域では「この地域ではプレゼント募集は行っておりません」と表示された局があった。
その他、解答者全員に参加賞としてシマヤのだしの素詰め合わせ、モルトのはこ茶、日本水産の魚の缶詰セットなど（全国ネット時代）が贈呈される。

## 双六のルート
ルートの都市名は番組内の表記と同じものとする。第1回から最終回までルートは同じであった。解答者席の表示はソウル以外、全て黒に白文字。東京から西回りのルートで進行する。
東アジア
0…東京 （ 日本）（スタート）
1…ソウル （ 韓国）（このマスのみ全国ネット化後の解答者席の表示は白に黒文字） →オーロラコース：以降の正解でを出すと29.モスクワへ（全国ネット化後のみ）
2…ウランバートル （ モンゴル）
3…北京 （ 中華人民共和国）
4…上海 （ 中華人民共和国）
5…ホンコン （番組放送当時 イギリス領・現中国領 香港特別行政区）
6…マニラ （ フィリピン）
オセアニア
7…グアム （ アメリカ領） →飛行機で11.ジャカルタへ
8…ウェリントン （ ニュージーランド）
9…シドニー （ オーストラリア）
10…パース（ オーストラリア）
東南アジア
11…ジャカルタ （ インドネシア）
12…シンガポール （ シンガポール）
13…バンコク （ タイ）
南アジア
14…コロンボ （ スリランカ） →飛行機で21.アジスアベバへ
15…ニューデリー （ インド）
16…カブール （ アフガニスタン）
中東
17…テヘラン （ イラン）
18…アンカラ （ トルコ）
19…カイロ （ エジプト）
20…リヤド （ サウジアラビア）
アフリカ
21…アジスアベバ （ エチオピア）
22…ナイロビ （ ケニア）
23…アンタナナリボ （ マダガスカル）（なお放送開始当初は「タナナリブ」だったが、視聴者の投書によって改められた）
24…ケープタウン （ 南アフリカ連邦）
25…アクラ （ ガーナ）
26…カサブランカ （ モロッコ） →飛行機で33.モントリオールへ
ヨーロッパ
27…ローマ （ イタリア）
28…ウィーン （ オーストリア）
29…モスクワ （番組放送当時 ソビエト連邦・現 ロシア）
30…ストックホルム （ スウェーデン）
31…ロンドン （ イギリス）
32…パリ （ フランス）
北アメリカ東部
33…モントリオール （ カナダ）
34…ニューヨーク （ アメリカ合衆国）
35…シカゴ （ アメリカ合衆国）
36…ニューオーリンズ （ アメリカ合衆国）
37…ハバナ （ キューバ）
南アメリカ
38…カラカス （ ベネズエラ）
39…リオデジャネイロ （ ブラジル）
40…ブエノスアイレス （ アルゼンチン）
41…ホーン岬 （ アルゼンチン・ チリ）（このマスのみ都市名ではなく観光地名である）
42…サンチアゴ （ チリ）
43…リマ （ ペルー）
北アメリカ西部
44…パナマ （ パナマ）（このマスからジャスト宣言の申告が可能となる）
45…メキシコシティー （ メキシコ）
46…ロサンゼルス （ アメリカ合衆国）
47…バンクーバー （カナダ）
48…アンカレジ （ アメリカ合衆国）
49…ホノルル （ アメリカ合衆国）
ゴール
50…東京 （ 日本）（末期はゴール表示であった）
※ 50都市選定には、冷戦時の世界情勢や民族対立を考慮し、番組スタッフらも相当慎重だったという。

### 特別マス
飛行機（全3カ所）
- 7番グアム、14番コロンボ、26番カサブランカのマスにそれぞれ設定されている。このマスに止まった解答者は、7番グアム→11番ジャカルタ、14番コロンボ→21番アジスアベバ、26番カサブランカ→33番モントリオールへ自動的に移動できる。不正解の時にも適用されるため、クイズに不正解で後退したが止まったところが飛行機マスで、結果的に前進というケースもたびたび見られた。
- 飛行機マスに止まると、移動先を繋ぐラインに飛行機形のランプ（グアムとジャカルタ間は6個、コロンボとアジスアベバ間は7個、カサブランカとモントリオール間は10個）が移動先に向かって1個ずつ順々に流れるように点灯、コマも飛行機型ランプの動きに連動して進み、移動を表現する。
- 全国ネット化以降しばらくしてガックリ都市が3カ所となった際、飛行機に乗るとサイコロの振り直し権が獲得でき、後にガックリ都市のマスに止まる数字を出してしまうと一度だけ振り直すことが可能となった。飛行機に乗ると解答者席に設置されたサイコロ形のランプが点灯して振り直し権取得を表していた（振り直し権を獲得し、かつ未使用のまま飛行機に乗った場合でも複数回獲得にはならない。ただし、一度権利を使った後に再び飛行機に乗った場合は再度取得できる）。後にガックリ都市のうちの1つが15番ニューデリー - 25番アクラ間に移された際に振り直し権のルールは廃止された。

ラッキー都市（全3カ所）
- 赤丸の縁取りのマス。このマスに止まると賞品を獲得できる。賞品はシャープ製等の家電品・スーツケース（旅行カバン）・カメラ（コダック（当時は長瀬産業の事業部）のディスクカメラもあった）・腕時計・SSKスポーツ品のジャージなど多種多様であった。賞品は同じマスに何度止まっても、同じ賞品ではあるが獲得することができる[2]。
- 3カ所のラッキー都市の賞品は、それぞれ別々に設定されている。場所は毎回移動するが、ある程度の傾向があり、特に10番パースはラッキー都市の常連だった。なお、3番目のラッキー都市は2番目のガックリ都市の前後1マスまたは3番目のガックリ都市の1マス前に設定されていた。例として38番カラカスと41番ホーン岬がガックリ都市の場合は37番ハバナ・39番リオデジャネイロ・40番ブエノスアイレスのいずれかがラッキー都市だった。
- ラッキー都市に止まると、解答者席にその都市名と「ラッキー都市」と書かれた札が置かれる。

ガックリ都市（ローカル放送時は1カ所→2カ所、全国ネット化以降は2カ所→3カ所）
- 紫色の六角形で縁取られたマス。このマスに止まると、自動的にスタート位置（0番東京）に戻されてしまう。マスの周りの電飾は通常は点灯しているが、マスに止まる可能性があるとゆっくり点滅して警告する。当初は「動乱の都市」という名称だった（動乱に巻き込まれて東京に強制送還されるという設定）。場所は毎回移動していた。
- 全国ネット化されてからは、乾がオープニングで解答者の紹介前にその週のガックリ都市に設定された都市の紹介をしていた。
- ガックリ都市に指定されたマスは、大抵がコース後半の北アメリカ東部、南アメリカエリアの35番シカゴ - 43番リマの間に2マス間をあけて2カ所（後に3カ所）であった。特に38番カラカス・41番ホーン岬か、40番ブエノスアイレス・43番リマの組み合わせが多かった（ただし、36番ニューオーリンズ・39番リオデジャネイロ、またはリオデジャネイロ・42番サンチアゴの組み合わせは、26番カサブランカから飛行機で33番モントリオールに到着した際、他の解答者がいると6マス進んだ先がガックリ都市になってしまうため設定しなかった）。なお、ホーン岬がガックリ都市に設定された時には、番組冒頭で乾がガックリ都市を紹介する際に「荒れ狂うホーン岬」と言うことが多かった。
- 中期において飛行機に乗るとサイコロの振り直し権が獲得できた時期は、南北アメリカに2マス空けて3カ所並んでいた。そのため振り直し権を獲得しないと厳しい配置だった。
- 末期には35番シカゴ - 43番リマ間のガックリ都市は2カ所となって残り1カ所のガックリ都市は15番ニューデリー - 25番アクラ間に設定された。ニューデリー - 20番リヤド間に設定されることが多く、16番カブール、18番アンカラ、19番カイロがガックリ都市の常連だった。最終回とその前週は2週連続でカブールがガックリ都市に設定されていたが、1985年放送の「ガックリさん大会」ではガックリ都市の常連のカブールが珍しくラッキー都市に設定されていた。
- 解答者の中には1回の放送で複数回ガックリ都市に止まった者や、ガックリ都市に止まり振り出しに戻ったにもかかわらず最終的にゴールした者もいた。

オーロラコース（全国ネット化以降）
- 1番ソウルに設定されている、虹色で縁取られた丸いマス。ここに止まるとマスの周りの電飾が点灯して、以降の問題で正解してサイコロを振り  を出せば、29番モスクワまで移動できる。その際、ソウルとモスクワを繋ぐ虹色の懸け橋のランプがソウルからモスクワに向かってゆっくりと点灯し、達成した解答者の席の色のコマがソウルのマスからモスクワのマスへ移動する。ただし、を出すと移動できずにそのままとなり、を出さない限りは留まったままとなる。不正解時には自動的に振り出し（0番東京）に戻される。
- なお、1番ソウルのマスに解答者が既にいる状態で他の解答者が重複した場合は、0番東京からの前進時なら6マス進んで7番グアム→飛行機に乗って11番ジャカルタに到着となる。逆に不正解なら振り出し（0番東京）に戻される。

その他
- 特番だけであったが、そのマスに止まると簡単な罰ゲームが課せられる「ドッキリ都市」も存在していた。赤い紅葉をかたどった縁取りのマスである。

## 主なクイズコーナー
- 人物クイズ（前半戦の途中。写真や文字で1つずつ提示される3つのヒントをもとに人物を当てる。サイコロを2回振る）
- 音楽の問題（前半戦の途中。音楽を聴いてその曲名を当てたり、その曲の内容を問う問題などが出される。2問出題）
- 世界一周地理クイズ（前半戦の途中。フィルム映像とともに出される問題に答える。サイコロを2回振る。末期には廃止）
- 写真の問題（前半戦最後の問題。写真を見せ、それにまつわる問題が出される。写真は朝日新聞の提供によるものが多く、出題時にテロップでその旨が表示されていた）
- HIROくんのちょっとブレイク（末期に新設。前半戦最後に出題。なぞなぞ問題が2問、後に音楽の問題2問、写真の問題1問がこのコーナーに内包された）
- ラッキーチャンス（後半戦1問目。サイコロを2回振る）
  - ラッキーチャンスとは呼ばれなかったが、末期には最終問題もサイコロを2回振ることができる。
- 漢字クイズ（後半戦の中頃に出題。熟語を見て、その読みを当てる）
- 曲のタイトルを使って文章を作り、歌手やグループ名を当てる問題（『パネルクイズ アタック25』でも出題されていた問題）

なぞなぞの問題では、「双六はそろそろヤメにしようと話していたら、今度はカルタを持ち出してきた東南アジアの町はどこでしょう?」（正解「ジャカルタ」（じゃあカルタ））などダジャレ系の問題が出題された。また、番組が用意した正解と異なっても正解になることがあり「いつも巣が空っぽなのはカラス、では巣の中にぎゅうぎゅう詰めになっている鳥は何でしょう?」という問題で（正解は、巣の中が混んでいる＝混んどるで「コンドル」）、解答者は「スズメ」と答えて不正解になったが、乾が「ええ、何で?」と理由を聞くと「巣の中に詰まっているからスズメ（巣詰め）」と答え、乾は「ええがな、それいこ」と感心して正解となった。乾は問題に入る前に「ダジャレ、ひらめきでいきましょう!難しく考えないようにね」と言った。

## 本番組の司会の特徴
本来は標準語を話さなければならないはずであるアナウンサーながら、タレントのような乾の出場者への大阪弁のツッコミや、独特の強引な司会進行ぶりが笑いを誘うのが特徴であった。また、解答者の中にはサイコロを振る時、乾のツッコミの影響で緊張してしまい、サイコロを止めるボタンではなく早押しボタンを押してしまい、乾が「慌てたらイカン!それちゃう!!」と突っ込んで観客が大笑いする場面もあった。その一方で、解答者へのアドバイス（サイコロでどの目を狙うのがよいかなど）では、即時に計算し正確かつ的確に行うなど、解答者を応援する姿勢を明確にしていた。例えばその場所から数えて6つ先に飛行機・ラッキー都市・他の解答者のコマがある時などには「6出せよ! 6!!」と絶叫したり、4つ先にガックリ都市があれば「4はイカンよ!」と叫ぶこともあった。
司会の乾は同局制作のクイズ番組『霊感ヤマカン第六感』にも解答者として出演したことがあり、霊感ゲームの問題で乾に対して「双六」が出題された。

## 主な特集や大会
- 芸能人大会
- 美人アナウンサー大会 - 1983年6月5日放送。製作局の朝日放送からは永井由起子、テレビ朝日からは堀越むつ子が出場。
- 人気漫才大会 - 1983年7月10日放送。オール阪神・巨人、明石家さんま・島田紳助、ゆーとぴあ、レツゴー三匹が出場したものの、あまり前進しなかった。
- 夏休み小学生大会 - 1983年8月14日放送。全国の小学生が解答者となる夏休み特別企画。司会者・スタッフ・出場者全員が、番組ロゴ入りのオリジナルTシャツを着用していた。ゴールインしても贈呈される賞品はアメリカ西海岸旅行ではなく、ラッキー都市に止まった際にもらえる賞品と同じ賞品に差し替えられていた。ジャスト宣言のルールは通常ルールと同じ。
- 正月大会 - 1984年に『三枝の国盗りゲーム』と合同で行われた特番。芸能人カップルが参加。全問サイコロが2回振れる特別ルールだが、6か所ほど「ドッキリ都市」と呼ばれるスペシャルポイントが設けられ、ここに止まると罰ゲームを受けなければならなかった。
- ガックリさん大会 - ガックリ都市に止まって振り出しに戻った出場者のリベンジ大会。番組最終回は、ガックリさん大会に出場してそこでもガックリ都市に入ってしまった人達を集めての大会であった。
- 声優大会
- 落語家大会

## ゴールインした芸能人・著名人
- 2代目桂春蝶（落語家大会にて。全国ネット化初のゴールイン解答者）
- 山田康雄（声優大会にて）
- 佐々木功（声優大会にて）

## スタッフ
- 構成：池田幾三
- 音楽：奥村貢
- 問題作成：鈴木マンペイ、秋田千吉、本田順一、吉田清、青木一郎、松本俊介、平岡麿紀子、武枝幸子、元生茂樹
- 美術制作：野田和央
- デザイン：好宮靖範
- ディレクター：山村啓介
- プロデューサー：森茂、松田和夫
- 制作：狛林利男
- 制作協力：大阪東通（現・関西東通）
- 制作著作：朝日放送

## 放映ネット局（全国ネット昇格後）
○はローカル時代に放送していた局。系列は当時の系列。
| 放送対象地域  | 放送局                           | 系列                          | ネット形態 | 備考                                                                                        |
| ------------- | -------------------------------- | ----------------------------- | ---------- | ------------------------------------------------------------------------------------------- |
| 近畿広域圏    | 朝日放送 （ABC）                 | テレビ朝日系列                | 製作局     | 現在の朝日放送テレビ                                                                        |
| 関東広域圏    | 全国朝日放送 （ANB）             | テレビ朝日系列                | 同時ネット | 現在のテレビ朝日（EX）。                                                                    |
| 北海道        | 北海道テレビ放送 （HTB）         | テレビ朝日系列                | 同時ネット | ○                                                                                           |
| 宮城県        | 東日本放送 （KHB）               | テレビ朝日系列                | 同時ネット |                                                                                             |
| 山形県        | 山形放送 （YBC）                 | 日本テレビ系列 テレビ朝日系列 | 同時ネット | ○                                                                                           |
| 福島県        | 福島放送 （KFB）                 | テレビ朝日系列                | 同時ネット |                                                                                             |
| 新潟県        | 新潟テレビ21 （NT21）            | テレビ朝日系列                | 同時ネット | 1983年10月開局から、現在の略称はUX。                                                        |
| 長野県        | 信越放送 （SBC）                 | TBS系列                       | 遅れネット | 日本テレビ系列とテレビ朝日系列の クロスネット局・テレビ信州（TSB） での放送実績はなかった。 |
| 静岡県        | 静岡県民放送 （SKT）             | テレビ朝日系列                | 同時ネット | 現在の静岡朝日テレビ（SATV）                                                                |
| 中京広域圏    | 名古屋放送 （NBN）               | テレビ朝日系列                | 同時ネット | ○、現在の名古屋テレビ放送                                                                   |
| 富山県        | 富山テレビ放送 （T34）           | フジテレビ系列                | 遅れネット | 現在の略称はBBT。 1984年4月5日から木曜 11:00 - 11:30にて放送                                |
| 福井県        | 福井放送 （FBC）                 | 日本テレビ系列                | 遅れネット |                                                                                             |
| 島根県 鳥取県 | 山陰中央テレビジョン放送 （TSK） | フジテレビ系列                | 遅れネット | [ 7 ]                                                                                       |
| 広島県        | 広島ホームテレビ （UHT）         | テレビ朝日系列                | 同時ネット | ○、現在の略称はHOME。                                                                       |
| 山口県        | 山口放送 （KRY）                 | 日本テレビ系列 テレビ朝日系列 | 遅れネット | [ 10 ]                                                                                      |
| 香川県 岡山県 | 瀬戸内海放送 （KSB）             | テレビ朝日系列                | 同時ネット | ○                                                                                           |
| 愛媛県        | 愛媛放送 （EBC）                 | フジテレビ系列                | 遅れネット | 現在のテレビ愛媛。                                                                          |
| 福岡県        | 九州朝日放送 （KBC）             | テレビ朝日系列                | 同時ネット | ○                                                                                           |
| 鹿児島県      | 鹿児島放送 （KKB）               | テレビ朝日系列                | 同時ネット |                                                                                             |
| 沖縄県        | 沖縄テレビ放送 （OTV）           | フジテレビ系列                | 遅れネット | 1984年4月から。                                                                             |

## 番組関連商品
1983年、タカラ（現・タカラトミー）よりボードゲーム『TV双六ゲーム』が発売された。全国ネット化以前には、視聴者プレゼント用の非売品として『双六ゲームセット』（正式名は不詳）が作られていた。番組中の世界地図パネルを模したシートのほか、ラッキー都市とガックリ都市を任意に設定して遊ぶためのリング（プラスチック製）、サイコロなどが付属していた。テレビ同様、都市に止まるたびにクイズカードからクイズが出題されるが、クイズの内容は本格的なものであった。プレイヤーはそのまま出題された高難易度のクイズに解答することでテレビ同様の臨場感が楽しめるが、元々クイズカードには3択問題として記載してあるため、プレイヤーは3択問題としてプレイすることで難易度を下げることができた。さらに、各解答にはサイコロの目が記載されており、クイズが答えられない児童がプレイする際はクイズが出題されたらサイコロを振り、出た目と同じ目の解答をしたことにして進めるよう配慮されていた。